# Euxoa auxiliaris
Euxoa auxiliaris là một loài bướm đêm .

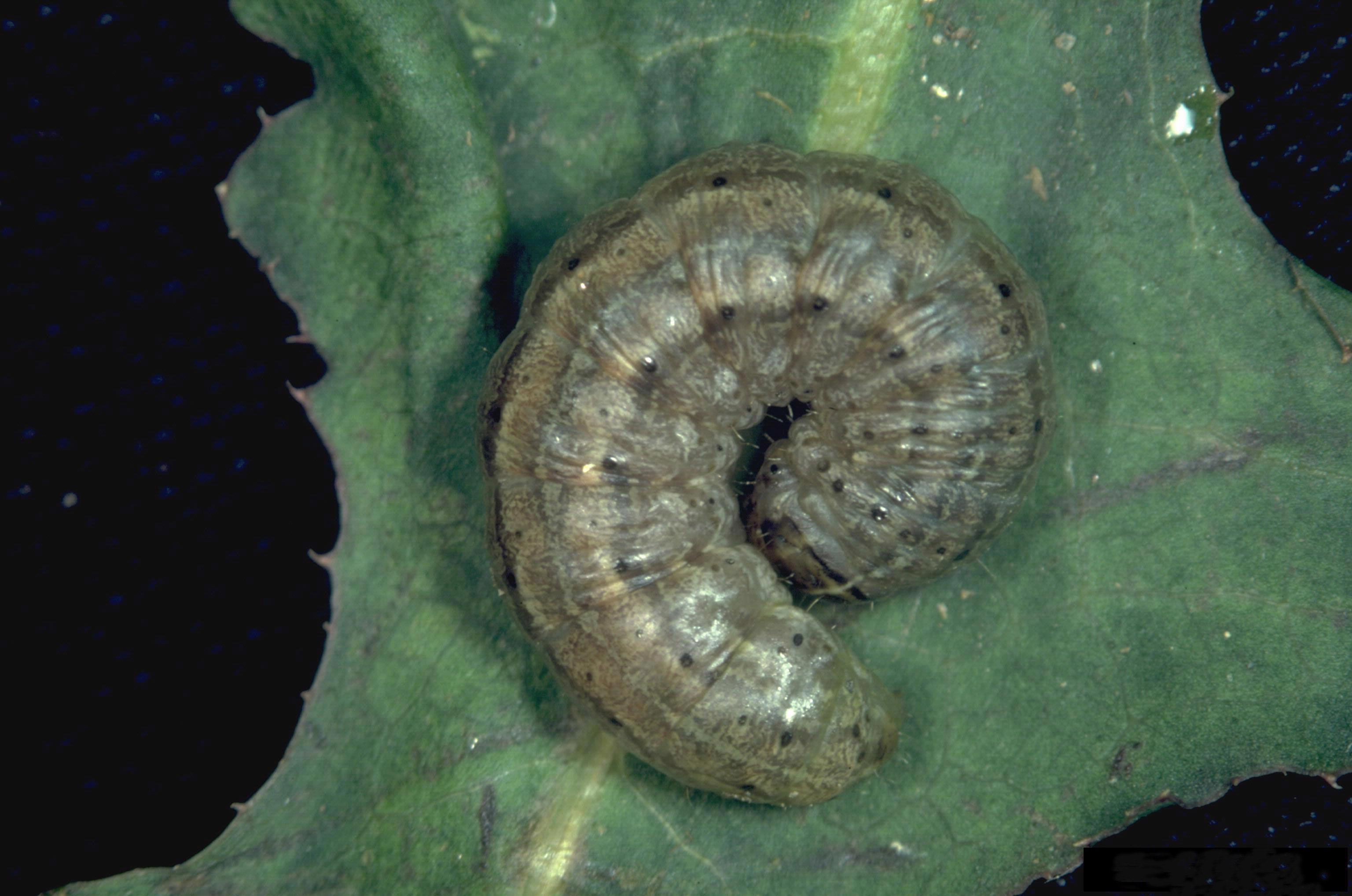
Sâu bướm

Its caterpillars are pests của oat (Avena sativa) và common wheat (Triticum aestivum).
Euxoa auxiliaris thường được tìm thấy ở phía tây và thảo nguyên Hoa Kỳ.